# Quisquis
Quisquis (kecz. Mały Ptak, zm. 1534) – inkaski dowódca wojskowy z czasów panowania królów Huayny Capaca oraz Atahualpy. Uczestniczył w wielu wojnach prowadzonych przez Huaynę Capaca, również w podboju królestwa Quito. Po jego śmierci opowiedział się po stronie Atahualpy. Prowadził partyzantkę antyhiszpańską po porwaniu władcy. Został zamordowany przez własnych żołnierzy w 1534.